# La Libertad (Vitoria)
La Libertad fue un periódico español editado en la ciudad de Vitoria desde finales del siglo XIX hasta el estallido de la guerra civil. El título fue acompañado del subtítulo de «diario de Vitoria» desde 1897, salvo por el periodo comprendido entre 1915 y 1923, cuando llevó el de «el diario más antiguo de Vitoria».

## Historia
Lo fundó Herminio Madinaveitia, liberal y entonces catedrático de literatura, que sería alcalde de Vitoria años más tarde. Fue también el primer director de la publicación. En el momento de su lanzamiento, se adhirió a las tesis del fuerismo liberal, siendo crítico obstinado del caciquismo y de la ley de 21 de julio de 1876, que había abolido los fueros vascos y navarros. El primer número se imprimió el 25 de octubre de 1890. En su primer número, además de destacar en mayúsculas la definición de «periódico liberal fuerista», la redacción hace suya una exposición de la que será su línea editorial; estas son algunas de las palabras que se pueden leer en ella:

La Libertad, por lo que toca a política general, defenderá soluciones liberales y democráticas: mostrará entusiasta por cuanto signifique progreso y adelanto y aplaudirán [...] y sin empacho todo lo que en su recta conciencia estime provechoso y conveniente para los sagrados intereses del país.

La esencialidad de la política, avance o retroceso, libertad o restricción, es lo que importa a nuestro periódico que en este concepto está siempre con quien dé más libertades al País, con quien le proporcione administración más honrada y puritana, y con quien más se aparte de los amaños y de las asechanzas del caciquismo.

En cuanto a la política vascongada, La Libertad anhela la devolución de los Fueros, buenos usos y costumbres que en dichosos tiempos, ya pasados, gozaron nuestros mayores. La ley de 21 de Julio constituye para nosotros la más violenta de las expoliaciones y el más arbitrario e injusto de los despojos, por lo que La Libertad combatirá a los autores de la ley abolitoria y predicará contra ellos la guerra de las libertades forales conculcadas.

En un principio, se publicaba solo tres días a la semana, los domingos, martes y jueves, pero luego se convirtió en diario. Más tarde, con la adquisición del periódico por Luis Dorao en 1917, más afín al lerrouxismo, los textos irían mutando hacia un republicanismo moderado. Con el estallido de la guerra civil, el periódico dejó de editarse en 1937, con un último número de 16 de enero.